# Playa de La Concha
Playa de La Concha (baskiska: Kontxa) är en strand i Spanien. Den ligger i provinsen Gipuzkoa och Baskien, 400 km norr om Madrid. Stranden är en av Europas förnämsta och ligger i San Sebastián.